# Rhinolophus creaghi
Rhinolophus creaghi — вид рукокрилих родини Підковикові (Rhinolophidae).

## Поширення
Країни проживання: Бруней-Даруссалам, Індонезія, Малайзія, Філіппіни. Вид поширений в первинних лісах низовини від рівня моря принаймні до 700 м над рівнем моря. Лаштує сідала в печерах, часто у великих кількостях, колоніями із сотень або тисяч.

## Загрози та охорона
Загрозами є порушення печер, для видобутку вапняків і видобутку гуано, вирубки лісів у зв'язку з рубками і розвитком сільського господарства. Мешкає в багатьох охоронних територіях.